# FlexRay
FlexRay is een netwerkprotocol voor hogesnelheidcommunicatie in voertuigen, ontwikkeld door het FlexRay Consortium. FlexRay heeft hogere transmissiesnelheden dan CAN.
De belangrijkste eigenschappen zijn:
- transmissiesnelheid van 10 megabit per seconde.
- ondersteunt realtime boodschappen.
- redundantie, veiligheid en foutbestendigheid.

De protocolspecificaties zijn in hun laatste fase. Het eerste productievoertuig met FlexRay is de 2006 BMW X5, waarin het enkel gebruikt wordt voor de aansturing van de schokdempers. Volledig gebruik van FlexRay is voorzien in 2008.
Het FlexRay Consortium bestond uit volgende leden:
- Volkswagen
- BMW
- Daimler
- General Motors
- Robert Bosch GmbH
- NXP Semiconductors, vroeger een onderdeel van Philips
- Freescale Semiconductor, vroeger een onderdeel van Motorola

Het consortium werd ontbonden in 2009.